# Gnophos sartaria
Gnophos sartaria är en fjärilsart som beskrevs av Herrich-Schäffer 1845. Gnophos sartaria ingår i släktet Gnophos och familjen mätare. Inga underarter finns listade i Catalogue of Life.